# Кожевніков Борис Михайлович
Борис Михайлович Кожевников (нар. 23 липня 1947, м. Чапаєвськ, Куйбишевська область, Росія — 1 вересня 2011) — український політик, член Комуністичної Партії України.

## Життєпис
Народився в родині службовців, за національністю — росіянин.
Закінчив середню школу № 54 м. Донецька 
Вищу освіту здобув у Казанському хіміко-технологічному інституті.
З 1970 по 1994 рік (з перервами) — майстер, старший інженер-технолог, начальник майстерні, начальник ряду цехів. 
З 1991 по 1994 рік — заступник директора з економіки у Донецькому заводі ґумово-хімічних виробів.
З 1985 по 1987 рік — головний інженер заводу пластмас, м. Копєйськ, Челябінської області в Росії.
З 1990 по 1991 рік — голова виконавчого комітету Куйбишевської райради м. Донецька.
Народний депутат України 2 скликання з 1994 року по 1998 рік, і 3 скликання з 1998 року по 2002 рік, від Комуністичної Партії України.
Балотувався також у 4 скликанні у 2002 році, не був обраним.
Помер 1 вересня 2011 року.

## Сім'я
Дружина Надія Христофорівна (1946) — інженер; сини Михайло (1970) і Вадим (1977).